# Јужни црни кит
Јужни црни кит или Арнуов кљунасти кит (лат. Berardius arnuxii) је сисар из парвореда китова зубана (Odontoceti) и породице Ziphiidae. 

## Распрострањење
Ареал јужног црног кита обухвата хладнија подручја океана у јужној Земљиној полулопти, испод 34 степена ЈГШ, ретко и до 24 степена ЈГШ. 
Врста има станиште у Аустралији, Бразилу, Аргентини, Новом Зеланду, Јужноафричкој Републици, Чилеу, и Уругвају.

## Станиште
Станишта врсте су морски екосистеми и арктичка подручја. 

## Угроженост
Подаци о распрострањености јужног црног кита су недовољни.